# Valdujo
Valdujo is een plaats (freguesia) in de Portugese gemeente Trancoso en telt 272 inwoners (2001).